# Paul Worm
Paul Worm, född 13 februari 1893 i Russenau, död 7 april 1946 i Speziallager Nr. 4, Bautzen, var en tysk SS-Brigadeführer och generalmajor i Ordnungspolizei. Under andra världskriget var han från den 25 oktober 1940 till den 24 juni 1942 kommendör för Ordnungspolizei i distriktet Radom i Generalguvernementet.
Worm avled i Speziallager Nr. 4 i Bautzen, som administrerades av sovjetiska NKVD.